# 十三恐懼症
十三恐懼症（英語：Triskaidekaphobia）是一種對數字13的恐懼。其中意思是「三」，意思是「和」，意思是「十」，而解作恐懼症。數秘學家認為12是完整的數目，這反映在一年有12個月、十二小時制、十二星座、耶穌十二門徒、奧林匹斯十二主神、歐洲旗等，而13則超越了這個完整性。

## 13號星期五

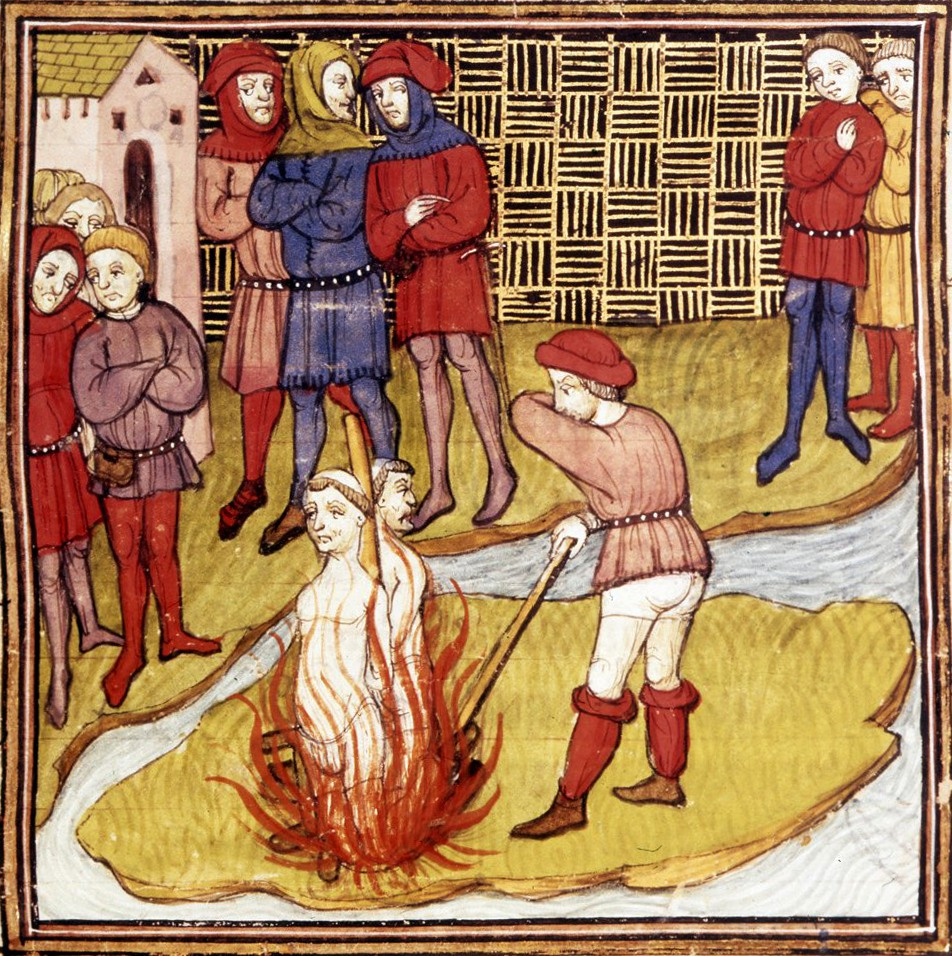
聖殿騎士團遭逮捕屠殺——1307年10月13日星期五

在西方文化中，13號的星期五亦稱為黑色星期五，被認為是最凶的一天。黑色星期五亦是一种電腦病毒的名稱。
與13號星期五有關最早的紀錄，是歷史上著名的聖殿騎士團在1307年10月13日遭到屠殺的事件，當日上午法國國王腓力四世下令逮捕並屠殺境內所有的聖殿騎士團成員，而這天正好同時是13號與星期五。

## 在各文化中的現況

### 歐美文化
歐美文化中認為13是不祥數，不幸和不吉利的。1970年4月13日執行美國阿波羅13號任務的航天器發生故障，服務艙的氧氣罐發生的爆炸嚴重損壞了航天器，使其大量損失氧氣和電力。

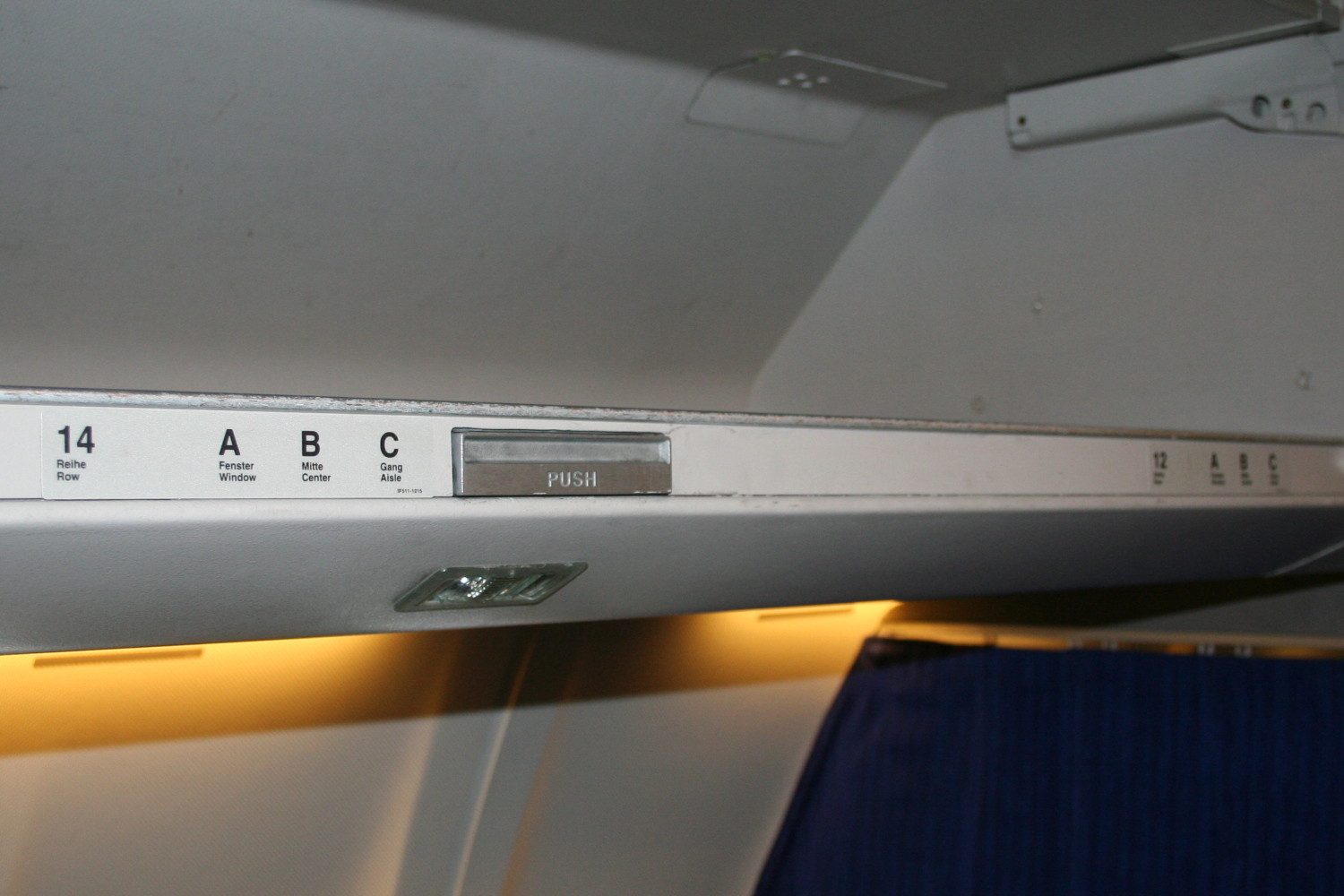
飛機座位編排上對13的避諱

歐美很多大廈都以12A層取代第13層。房間號碼、地址號碼也是以12A取代13。在法國巴黎，若請客吃飯時共有13人，為了避煞，會請一職業客人來湊足14人。
可是在運動世界中，13卻沒有被視為甚麼不祥的數字。在足球界中，13號球衣並沒有被迴避，一些足球界的名人也選擇13號球衣，如米夏埃尔·巴拉克（Michael Ballack）、朴智星等。在籃球界中，一些昔日名將如威爾特·張伯倫（Wilt Chamberlain）、肯达尔·吉尔（Kendall Gill）、馬克·傑克遜（Mark Jackson）、史蒂夫·纳什（Steve Nash）都是曾經穿上13號球衣。當中例外的是印第安納溜馬球星雷吉·米勒（Reggie Miller），他選擇了31號球衣，並指出背後原因是因為知道13號是不祥數字，所以把它倒轉，代表把「不祥」倒轉過來，變成「好運」。
Microsoft Office 2007（版本12）之後就是 2010（版本14），跳過了13。

### 東方文化
在中國，“13”是個使用頻率較高的數字，傳統上並沒有不祥的涵義。如十三經、十三行、十三衙門、十三太保。粤語使用者，一般認為13是個吉祥的數字，因為它的諧音是「實生」。在麻將牌局中，「十三幺」是最佳的牌組，由3種序數牌的一、九牌，7種字牌及其中一對作將組成的和牌。另外，在吳語中，說人「十三點」是罵人傻里傻氣。

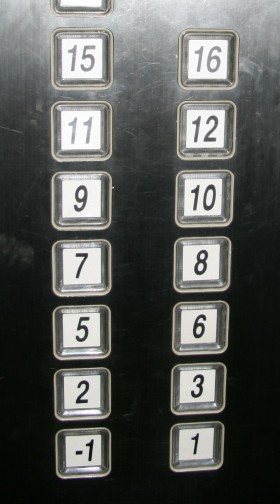
上海一家飯店的電梯，沒有4樓、13樓、14樓

### 香港
由於過去香港曾受英國統治，因此也有對十三的忌諱。1970年代中期之前，香港中華巴士開辦路線的編號是按數字排列。12號線於1955年投入服務後，下一條路線本應為13，但當時中巴管理層卻指「十三不祥」，故跳過本編號，1960年開設的新線由14號線繼續排下去。直至1973年，計劃開辦13號線時，中巴總監顏成坤在報章聲言不相信「十三不祥」的思想，並把該線編為13，行車路線維持了40年。九鐵巴士（今港鐵巴士）則跳過「K13」編號，K12線之後為K14線。然而九龍巴士過去自1933年一直有13線，直至後期因路線重組於1995年取消。但同系的13D線、13M線及13X線則一直服務至今，主要為觀塘半山的居民提供對外交通的服務。新大嶼山巴士3M線過去曾以13作為編號。
在香港，有不少政府大樓，商業樓宇及私人住宅樓宇，樓層編號常常跳過「13」，同時又跳過尾數是「4」的數字(14樓)，換言之，在12樓上一層便是15樓了。
另外，在東區海底隧道的收費廣場，第13號收費亭是以「12A」取代（直至政府實施不停車繳費服務「易通行」為止）。

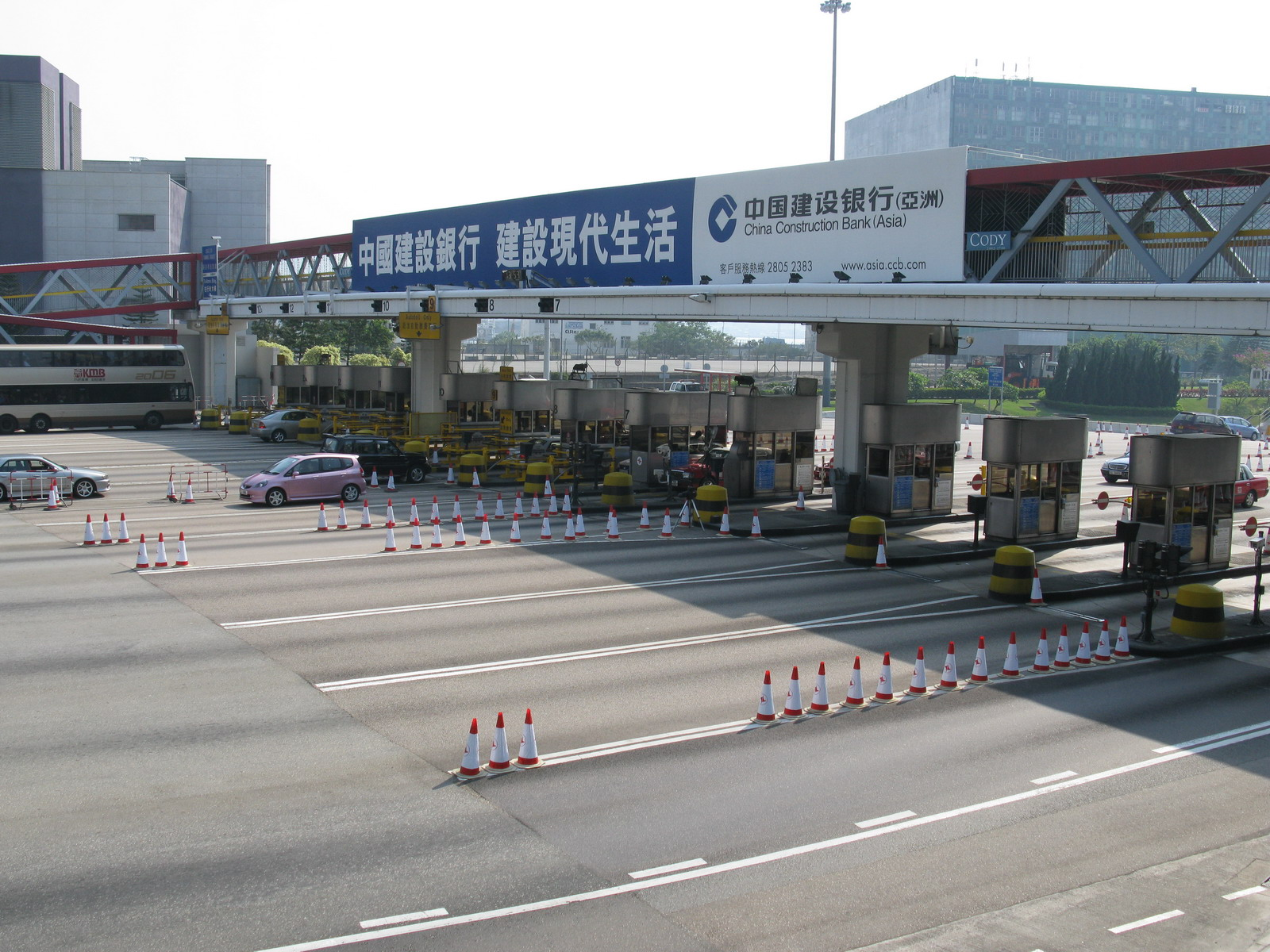
東區海底隧道收費廣場(當中(遠處)出現了第「12A」號收費亭)

### 泰國
泰國人認為13是個不祥數字，原因是把阿拉伯數字「13」順時針旋轉90度後，看起來像泰文的 ""（鬼）字。

## 外部連結
- （英文）'Unlucky' airline logo grounded（页面存档备份，存于） 英國廣播公司，2007年2月21日
- （英文）Would you buy a number 13 house?（页面存档备份，存于） BBC Magazine，2008年12月12日

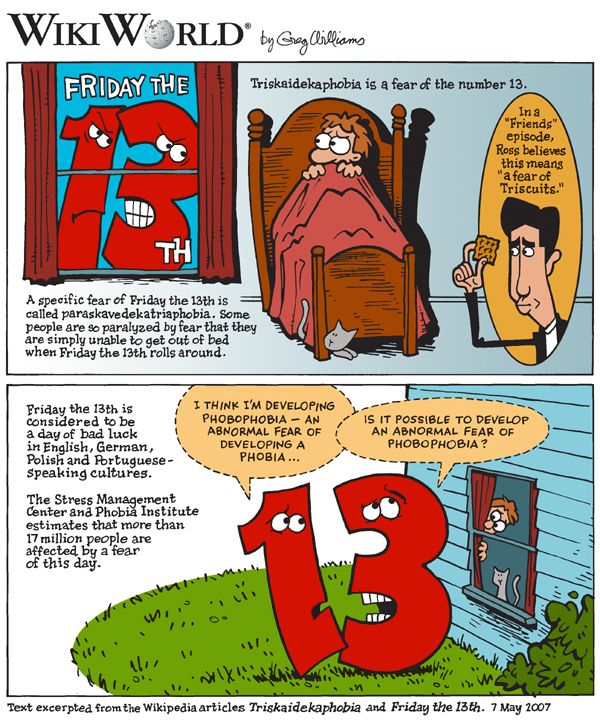
维基世界漫畫——十三恐懼症

- （英文）Triskaidekaphobia on MathWorld（页面存档备份，存于）
- （英文）Who's Afraid Of Friday The 13th? on NPR（页面存档备份，存于）